# 佐々木マキ
佐々木 マキ（ささき マキ、1946年10月18日 - ）は、日本の漫画家、絵本作家、イラストレーター。「佐々木マキ」は筆名で、フランスのレジスタンス勢力マキ団から取られている。
男性。兵庫県神戸市出身。京都府京都市在住。
1966年、『ガロ』掲載の「よくあるはなし」で漫画家としてデビュー、同誌を中心に実験的な漫画家として活躍。1973年からは絵本の分野に活動の場を移し、『やっぱりおおかみ』や、『ムッシュ･ムニエル』シリーズ、『ぶたのたね』シリーズ、『ねむいねむいねずみ』シリーズなど、ナンセンスな味わいのある絵本を多数発表している。また村上春樹の著作をはじめとして、イラストレーターとして多数の装画や挿絵を手がけている。
児童文学作家の牧野夏子は娘で、牧野が文、佐々木が絵を担当した絵本もある。

## 経歴
兵庫県神戸市長田区に生まれる。家はあまり裕福でなく、少年時代は貸本屋で特に杉浦茂の漫画を借りて読むことを楽しみにしていたという。中学時代は貸本屋と映画館によく通った。のちに進んだ京都市立美術大学（現・京都市立芸術大学）では日本画科を選ぶが、これも高い油絵の具を買う経済的余裕がなかったためで、大学にはほとんど通わないまま中退している。
1966年、兄が借りてきた『ガロ』の創刊号から最新号までの20冊ほどを通読し、以後毎月同誌を購読するようになる。目当ては白土三平の『カムイ伝』であったが、つげ義春の漫画なども楽しみにしていた。読むだけでは飽き足らなくなり、この年の夏に自作の漫画を投稿。このはじめての投稿作「よくあるはなし」が『ガロ』に掲載され漫画家デビューを飾る。

### 漫画家として
デビュー作「よくあるはなし」（『ガロ』1966年11月号）は人肉食が法的に許された世界という設定で描かれた風刺漫画であったが、1967年11月、大学在学中に『ガロ』に発表された第三作「天国でみる夢」より作風が一変、通常のストーリーや台詞、ドラマ性を廃し、コマ同士の意味上の明確な繋がりを失くし、個々のイメージが自律的に展開されていくような前衛的な作品を試みるようになる。このような実験的な作風について佐々木自身は「詩の中でコトバとコトバが響き合うように、コマとコマとが響き合う、そんなマンガが描けないものか」という考えがあったと述べている。これには『文春漫画読本』で、1コマ漫画同士を数ページ組み合わせる手法をそれぞれ用いていた井上洋介、長新太、久里洋二らの影響もあるという。なお当時は下書きをまったくせず、まずコマ割りをしてからぶっつけで絵を描いていく方法をとっていた。
自身「実質的なデビュー作」と称する「天国でみる夢」以後、佐々木はこのような漫画を次々と『ガロ』に発表していき、同じく『ガロ』で活躍する林静一、つげ義春らと並ぶ前衛マンガの旗手として当時の若者から熱狂的な支持を受けた（その反面、「難解マンガ」として揶揄的に語られることもあった）。10代の頃、『ガロ』で佐々木マキの漫画を愛読していた村上春樹は、彼の漫画から「表現すべきことがない時、人は何を表現すべきか」ということを感じ取り、その方法が当時村上自身が漠然と表現したいと考えていた方法とまったく同質であったと述べている。また漫画家・漫画評論家の夏目房之介は、絵も文章も書けない鬱状態にあった19歳当時、佐々木の漫画を読んで「ただ線をぐにゃぐにゃ描くだけで、そこに何かが立ち現われてしまう楽しさ」を思い起こしてスランプを脱出できたという体験を語っている。さらに「漫画と漫画でないものの境い目」を見せてくれた佐々木マキ風の漫画を自分でも書いたことが、「マンガとは何か」という、のちの「マンガ表現論」の展開につながる最初の問いを自分にもたらしたとしている。
1969年、佐々木は『ガロ』編集長の長井勝一の斡旋で朝日新聞社『朝日ジャーナル』の漫画ページを担当することになり、この仕事に伴い上京、同誌で3ページの実験漫画を1年ほど連載した。しかしこの仕事が終わると漫画の仕事が激減して苦境に陥るとともに、実験的な漫画に行き詰まりを覚え、いくぶんストーリー性のあるメルヘン風の作品を描くようになる。この時期に発表した『ピクルス街異聞』『バッド・ムーン』などの作品には、当時傾倒していた稲垣足穂の影響があるという。

### 絵本作家・イラストレーターとして
実験漫画に行き詰った佐々木は、漫画よりも印刷条件がよく、また比較的自由に絵を発表することができることから絵本を描きたいと考えるようになり、その話を聞いた大学時代の恩師秋野不矩から福音館書店の当時の社長松居直を紹介される。絵本を描くことに決めた佐々木はこれを機に関西に戻り、1973年、福音館書店より『こどものとも』の一冊として最初の絵本『やっぱりおおかみ』を発表する。『やっぱりおおかみ』は、真っ黒な一匹の狼が自分に似た子を探して街をさまよい歩くという話で、絵本でありながらところどころでコマ割りや吹き出しが使われている。この漫画風のスタイルの絵本は、はじめて絵本を描くにあたって松井から紹介されたモーリス・センダックの絵本『まよなかのだいどころ』を参考にした結果であった。
また何を見ても「け」と呟くこの真っ黒な狼は、もともと『ガロ』1968年8月号に掲載された佐々木の漫画「セブンティーン」に登場していたキャラクターで（その後同誌1968年9月号掲載の「まちのうま」にも登場）、佐々木の過去作品を読んだ松井がこの狼を気に入り、これを使ってなにか描けないかと言われたことが作品誕生のきっかけとなったものである。1978年の絵本『ムッシュ・ムニエルをごしょうかいします』に描かれるヤギのキャラクター「ムッシュ・ムニエル」も、同様に過去の漫画作品『ピクルス街異聞』などに登場したキャラクターで、この絵本には『ムッシュ・ムニエルのサーカス』（1981年）、『ムッシュ・ムニエルとおつきさま』（1986年）の続編があり、いずれもこのキャラクターが登場した過去の漫画作品のモチーフを敷衍して作られている。
『やっぱりおおかみ』は現在に至るまで40年にわたるロングセラーとなっている。この最初の絵本以降、明治時代のマッチ箱の図案を借りて作られた大人向けの絵本『変なお茶会』、母親を探して世界中を旅するねずみの子供を描いた『ねむいねむいねずみ』シリーズ、足が遅くてえものを捕まえられない狼が豚のなる木を栽培するというナンセンスな絵本『ぶたのたね』シリーズ、杉浦茂へのオマージュとしてお化けを描く「おばけ」シリーズなどの多数のオリジナル絵本のほか、ほかの作家の文に絵をつけた共作絵本、古典の再話など数多くの絵本を手がけている。
また1975年には理論社からの依頼で三田村信行の童話『おとうさんがいっぱい』に挿絵をつけ、これ以後童話や児童小説の挿絵の仕事も多数入るようになった。1979年には村上春樹のデビュー作『風の歌を聴け』の装画を担当する。前述のように村上は青年時代に佐々木マキの漫画を愛読しており、自分の最初の小説の表紙はどうしても佐々木マキに描いてもらいたかったと述べている。これ以降、佐々木は村上の初期の著作7冊の表紙画を担当し、また村上の文に佐々木が絵をつける形で、絵本『羊男のクリスマス』、童話『ふしぎな図書館』が刊行されている。いずれも村上の『羊をめぐる冒険』に登場したキャラクター「羊男」が登場する作品である。このほか佐々木自身がファンであった植草甚一の主宰する雑誌『宝島』の表紙画を1977年から1978年の1年間担当、また『思想の科学』に漫画を描いたことがきっかけで鶴見俊輔の著書の装画・挿絵なども手がけている。

## 著書

### 漫画作品集
- 佐々木マキ作品集（青林堂、1970年）
- ピクルス街異聞（青林堂、1980年）
- 『佐々木マキのナンセンサス世界』思索社〈思索ナンセンス選集6〉、1984年2月。ISBN 978-4-7835-1094-9。
- 『うみべのまち 佐々木マキのマンガ 1967-81』太田出版、2011年6月23日。ISBN 978-4-7783-2143-7。
- ゆめみるナッティー・ナンバーズ（亜紀書房、2024年4月26日、ISBN 978-4-7505-1837-4）

### 絵本
単著
- やっぱりおおかみ（福音館書店、1977年）
- 変なお茶会（絵本館、1979年）
- みんなとぶぞ（サンリード、1980年）のち『ぶたがとぶ』に改題
- 「ムッシュ・ムニエル」シリーズ（福音館書店、1978年 - ）
- 「ねむいねむいねずみ」シリーズ（PHP研究所、（1979年 - ）
- 「はいいろひめさま」シリーズ（福音館書店、1981年 - ）
- 「ぶたのたね」シリーズ（絵本館、1989年 - ）
- 「おばけ」シリーズ（福音館書店、1994年 - ）
- 「まじょ」シリーズ（福音館書店、1994年 - ）
- 「ぼくとねずみ」シリーズ（福音館書店、1996年）
- なぞなぞライオン（理論社、1997年）
- あんたがサンタ？（絵本館、2012年）

ほか多数
共著
- すてきなバスケット（小沢正 文、福音館書店、1977年）
- 羊男のクリスマス（村上春樹 文、講談社、1985年）
- 絵のない絵本（アンデルセン 作、角野栄子 訳、小学館、2004年）
- クイクイちゃん（牧野夏子 文、絵本館、2012年）

ほか多数 

### 童話
- おとうさんがいっぱい（三田村信行 文、理論社、1975年）
- 日よう日が十回（新冬二 文、太平出版社、1975年）
- 雨はまちかどをまがります（山元護久 文、理論社、1976年）
- せかいいちのごちそう（舟崎克彦 文、理論社、1979年）
- ふしぎな図書館（村上春樹 文、講談社、2005年）

ほか多数

### その他
- 軽気球 (亜里馬々工房、1971年） 版画集、限定50部
- ぼくのスクラップ・スクリーン（筑摩書房、1989年） エッセイ集
- HELP !（トムズボックス、1990年） 画集
- 佐々木マキ見本帖（絵本館、2013年） 展覧会図録
- ノー・シューズ（亜紀書房、2014年） 自伝的エッセイ集